# Объект 685
Объект 685 — советский опытный десантируемый лёгкий плавающий танк.
Объект 685 разработка курганского «СКБМ». Серийно не производился. Опытный лёгкий плавающий танк, разработан в 1975 году в Курганском конструкторском бюро под руководством Благонравова А. А.. На вооружение не принят и серийно не производился. Все наработки по этому танку были впоследствии использованы при проектировании «Объекта 688» и позднее БМП-3.

## История
В 1972 году по заказу ГАБТУ на Курганский машиностроительный завод поступил заказ об изготовлении на конкурсной основе нового лёгкого танка. Танк предназначался для замены устаревшего к тому времени ПТ-76. Работы велись на конкурсной основе параллельно с танками Объект 788 и Объект 934. Опытные образцы боевой машины были продемонстрированы А. Х. Бабаджаняну и Н. Н. Павлову, однако дальнейшие работы по машине были остановлены.

## Описание конструкции
Объект 685 сконструирован по классической компоновочной схеме. Танк имел кондиционер, систему коллективной защиты от поражающих факторов и оборудование для самоокапывания. Также танк был приспособлен к десантированию парашютным способом.

### Броневой корпус и башня
Корпус и башня изготавливались из листов лёгкого броневого титанового сплава. Лобовая броня танка выдерживала 23-мм снаряды.

### Вооружение
В качестве основного вооружения использовалась 100-мм нарезная пушка 2А48-1, которая оснащалась гидравлическим стабилизатором и автоматом заряжания. Боекомплект состоял из 40 выстрелов. В качестве дополнительного вооружения был установлен 7,62-мм пулемёт ПКТ с боекомплектом 2000 патронов. Кроме него в машине были размещены 4 ПЗРК «Стрела-2», для противостояния воздушным целям.
Так же на машине были установлены 8 гранатомётов системы постановки дымовой завесы 902В «Туча», для стрельбы 81-мм дымовыми гранатами.

### Двигатель и трансмиссия
В качестве основного двигателя использовался многотопливный двигатель 2В-06-2 с промежуточным охлаждением воздуха и газотурбинным наддувом. Механическая трансмиссия и двигатель представляли собой единый блок. Большинство узлов были унифицированы с БМП-1.

### Ходовая часть
Шасси имело оригинальную конструкцию, подвеска была торсионная с установленными телескопическими гидроамортизаторами на 1, 2 и 6 катках. Для предотвращения сбрасывания гусениц при повороте танка, на ведущем колесе был установлен ограничительный диск.
Для движения по воде в корпусе шасси имелось два водомётных движителя.

## Машины на базе[5][6][7][8]
- Объект 688 — советская опытная боевая машина пехоты
- БМП-3 — боевая бронированная гусеничная машина, предназначенная для транспортировки личного состава к переднему краю, повышения его мобильности, вооружённости и защищённости на поле боя в условиях применения ядерного оружия и совместных действий с танками в бою.

## Сохранившиеся экземпляры
На данный момент (2010 год) сохранившийся экземпляр находится в Танковом музее в городе Кубинка.